# Tailfingen
Tailfingen – dzielnica miasta Albstadt w Niemczech, w kraju związkowym Badenia-Wirtembergia, w rejencji Tybinga, w regionie Neckar-Alb, w powiecie Zollernalb, we wspólnocie administracyjnej Albstadt. Do 31 grudnia 1974 Tailfingen było samodzielną gminą, która wraz z ośmioma innymi gminami utworzyła miasto Albstadt.